# دياتوم
المَشطور أو الدياتوم أو طحالب الدياتومات أو الطحالب العصوية (بالإنجليزية: Diatoms)‏ هي مجموعة كبيرة من الطحالب السيليكاتية معظمها يكون وحيدة الخلية.
، وهي واحدة من أشهر أنواع العوالق النباتية في البحار والمحيطات. رغم أنها يمكن أن تتواجد في شكل مستعمرات في شكل خيوط أو أشرطة (على سبيل المثال، Fragilaria)، أو مراوح (على سبيل المثال Meridion)، أو مسطحات (على سبيل المثال Tabellaria) أو مستعمرات نجمية (على سبيل المثال Asterionella). لتلك المشطورات غلاف من أكسيد السيليكون، ذو تركيبة كيميائية (SiO2), وأنهيدريد حمض السلسيليك (تركيبته الكيميائية التقريبية: SiO2 · n H2O).وتعد المشطورات من أهم الكائنات المنتجة لغذاء الكائنات الأكبر منها. وهناك سمة مميزة لخلايا المشطورات ألا وهي أنها تكون مضمنة في خلية فريدة غطاؤهاً من السيليكا (ثاني أكسيد السيليكون المائي) يطلق عليه اسم محارة دياتومية. وتظهر هذه الفراستلات تنوعًا كبيرًا في الشكل، هندسية الشكل، إلا أنها غالبًا ما تتكون من جانبين غير متماثلين مع وجود انقسام بينهما، ومن هنا يأتي اسم المجموعة. وتشير الأدلة الأحفورية أنها نشأت أثناء أو قبل فترة العصر الجوراسي المبكر (Jurassic). وتعد مجتمعات المشطورات أداة مهمة لمراقبة الأوضاع البيئية في الماضي والحاضر، وتستخدم بشكل عام لدراسة مستوى جودة المياه. وبعض المشطورات تشتهر بقدرتها على التحرك عن طريق أسواط لها.

## علم الأحياء العام

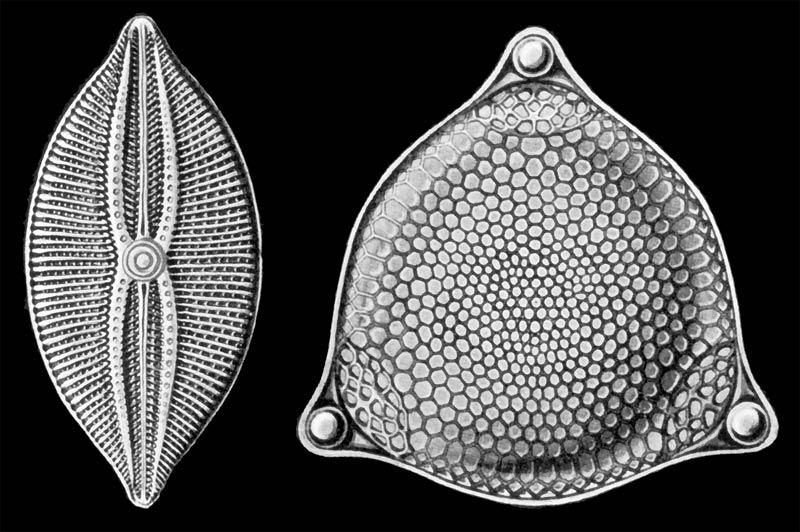
طحالب سيليكاتية. من كتاب: "أشكال فنية من الطبيعة" (Kunstformen der Natur).

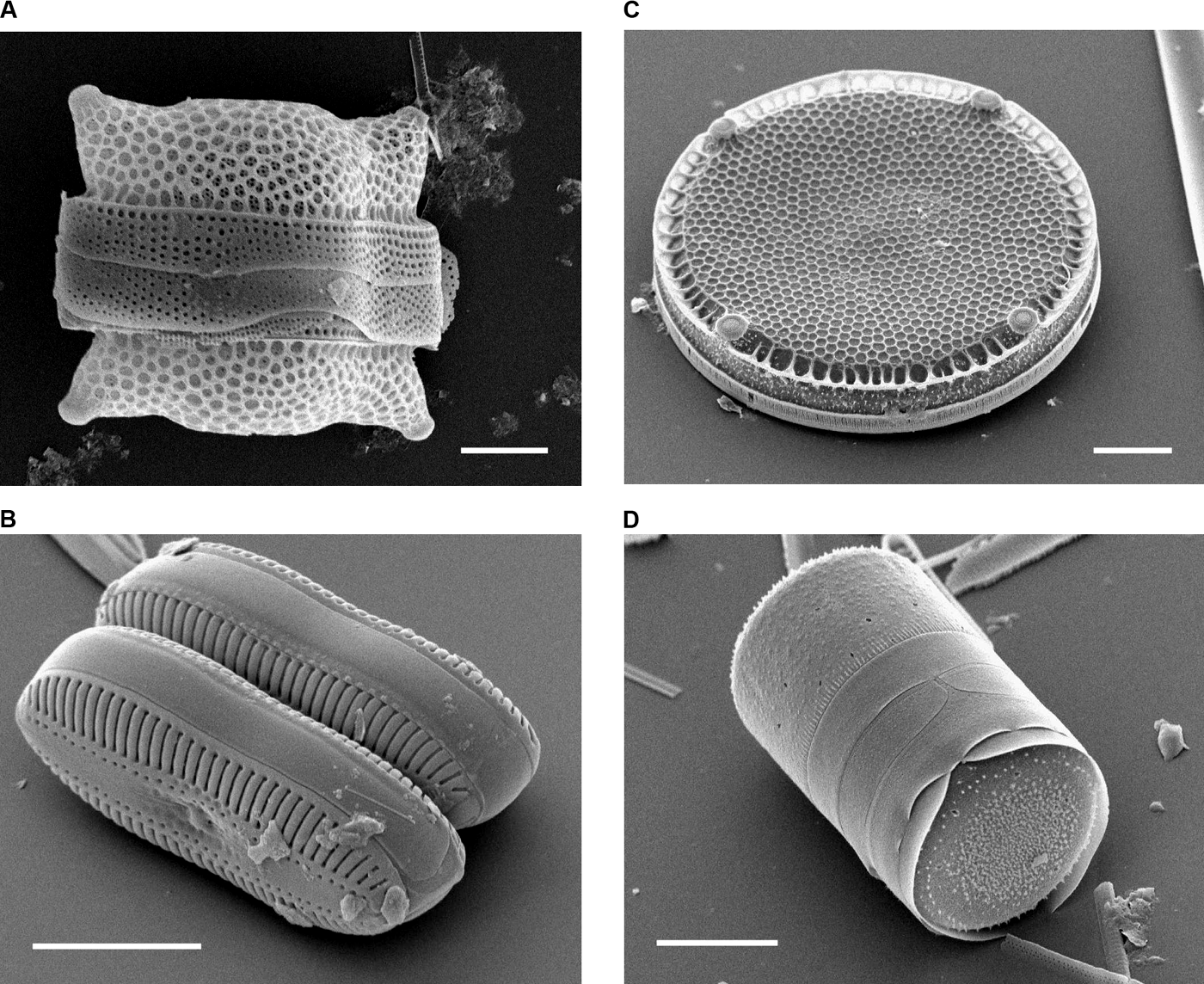
صور بالمجهر الإلكتروني لبعض أنواع المشطورات.

هناك أكثر من 200 جنسا من المشطورات الحية، وتشير التقديرات إلى أن هناك ما يقرب من 100,000 الأنواع موجودة. [6] [7] [8] [9] المشطورات هي مجموعة واسعة ويمكن العثور عليها في المحيطات، في المياه العذبة، في التربة وعلى الأسطح الرطبة. ويعيش معظمهم في المياه المفتوحة، على الرغم من بعضها يعيش كأفلام على السطح وفي الرواسب القاعية، أو حتى في ظروف جوية رطبة. تلعب دورا هائلا في المحيطات حيث تسهم بنحو 45٪ من إجمالي الإنتاج الغذائي في المحيطات. [10] ينتشر توزيعها المكاني أفقيا وعموديا في البحار. [11] [12]
تنتج اليوريا ((NH2)2CO) من الأمونيا (NH3). أحجامها
مجهرية عادة، على الرغم من وجود بعض الأنواع من المشطورات تصل إلى 2 ملم في الطول.
المشطورات تنتمي إلى مجموعة كبيرة من كائنات هتيروكونت heterokonts، بما في ذلك ما هو ذاتي التغذية (على سبيل المثال، الطحالب الذهبية، وعشب البحر) وبعضها heterotrophs (على سبيل المثال، قوالب الماء). البلاستيدات الخضراء مصفر اللون البني تنتمي إلى الهتيروكونت. وبعضها ذو أربعة أغشية وتحتوي على أصباغ مثل فوكوكسانثين كاروتينويد. بعضها من دون سياط، وغيرها له سياط. إلا أنها تفتقر إلى الشعر (mastigonemes). معظم المشطورات غير قابل للحركة، كما تسبب جدران الخلايا الكثيفة نسبيا في الغرق بسهولة. أشكال العوالق في المياه المفتوحة تعتمد عادة على الموجات المضطربة في الطبقات العليا بواسطة الرياح لإبقائها معلقة في المياه السطحية المضاءة بنور الشمس. بعض الأنواع تنظم بنشاط الطفو بواسطة دهون داخل الخلايا لمواجهة الغرق.

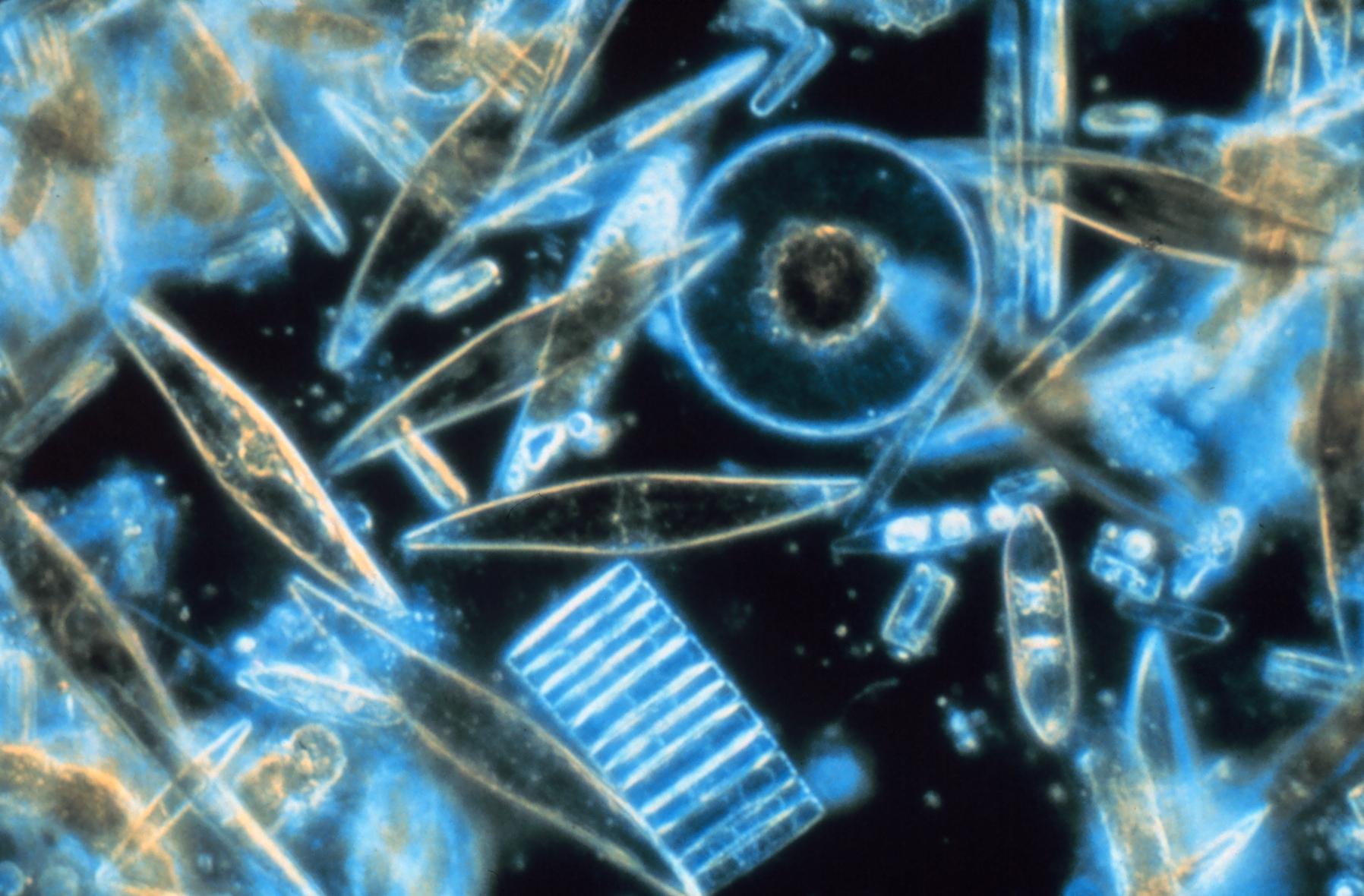
مشطورات بحرية تعيش كطحالب ثلجية في ثلوج القارة القطبية الجنوبية.

وهناك سمة من المشطورات هي دورة اليوريا، التي تربطهم تطويريا بالحيوانات. تم اكتشاف هذا في البحوث التي أجريت من قبل «أندرو ألين» و«كريس الرامي» وزملائهم. النتائج التي نشرت في عام 2011 تشير إلى أن المشطورات لها دور في دورة اليوريا. وتشير البحوث إلى أن دورة اليوريا قد نشأت مع metazoans الذي ظهر عدة مئات من ملايين السنين بعد المشطورات. وأظهرت الدراسة أنه في حين المشطورات والحيوانات تستخدم دورة اليوريا لأغراض مختلفة، وينظر إليها على صلة evolutionally في مثل هذه الطريقة أن الحيوانات والنباتات ليست كذلك. [13]
وترد خلايا المشطورة داخل جدار الخلية السيليكا فريدة من نوعها تتألف من اثنين من صمامات منفصلة (أو قذائف). ويتم تصنيع السيليكا الاحيائية أن جدار الخلية يتكون من داخل الخلية من قبل بلمرة مونومرات حمض السيليكوني. ثم هو مقذوف هذه المواد إلى الخارج الخلية وتضاف إلى الجدار. ويطلق على جدران الخلايا المشطورة أيضا frustules أو «الاختبارات»، واثنين من الصمامات عادة ما تتداخل واحد على الآخر مثل شطري طبق بتري. في معظم الأنواع، وعندما يقسم المشطورة لإنتاج خليتين ابنة، كل خلية تبقي واحدة من نصفي وينمو نصف أصغر داخلها. ونتيجة لذلك، وبعد كل دورة تقسيم متوسط حجم خلايا المشطورة في السكان يحصل على أصغر. مرة واحدة مثل هذه الخلايا تصل إلى أدنى معين حجم، بدلا من تقسيم ببساطة، فإنها عكس هذا الانخفاض من خلال تشكيل auxospore. هذا يوسع في حجم أن تؤدي إلى خلية أكبر من ذلك بكثير، والتي ترجع بعد ذلك إلى الانقسامات-تناقص حجم. ويرتبط Auxospore إنتاج دائما تقريبا إلى الانقسام المنصف والتكاثر الجنسي.

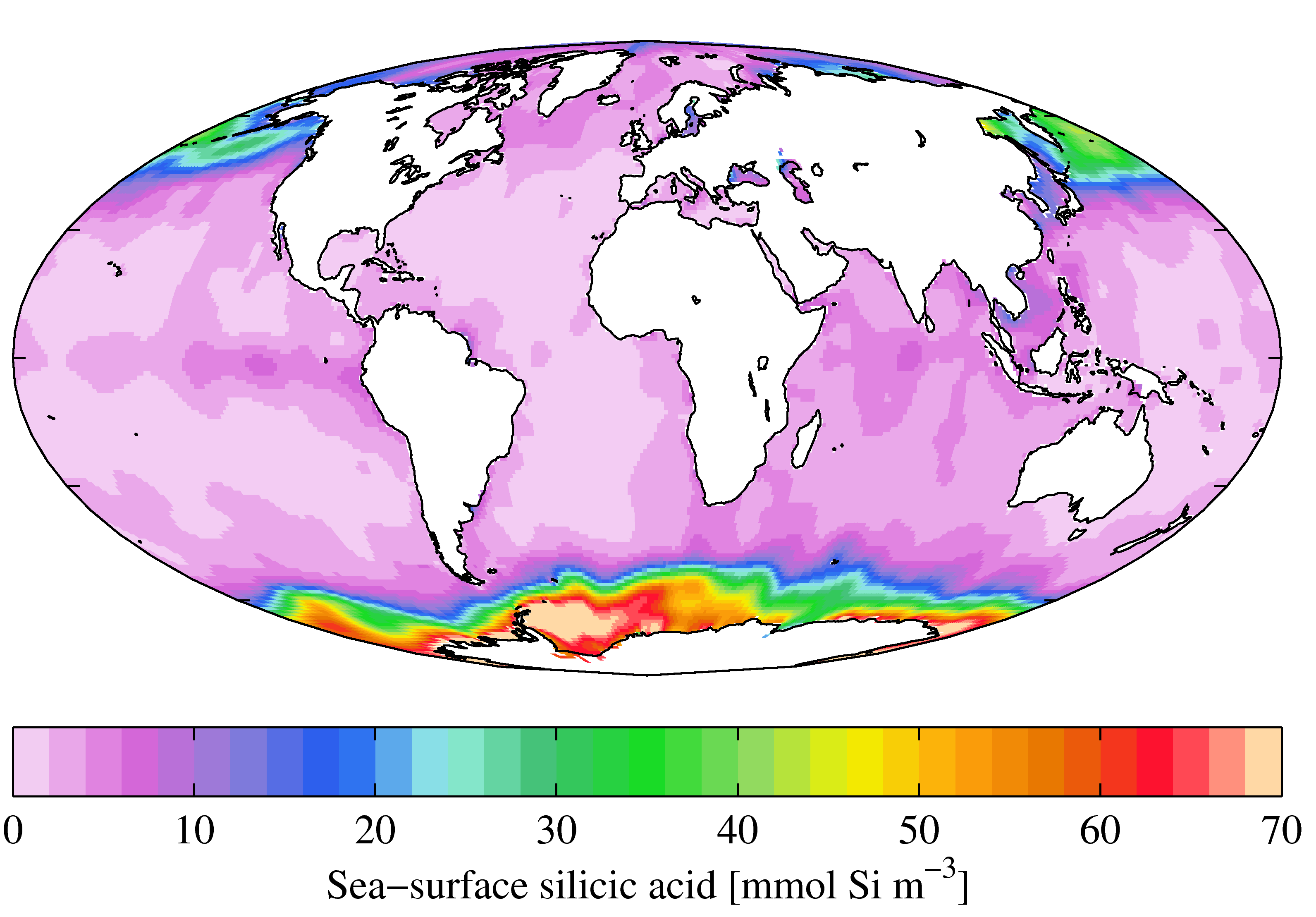
توزيع تركيز حمض الساليسيليك على سطح المحيطات، من أطلس محيطات العالم لعام 2009. حيثما يزداد تركيز السيليكات يزداد تكاثر المشطورات.

التحلل والانحلال من المشطورات يؤدي إلى العضوية وغير العضوية (في شكل السيليكات) الرواسب، المكون غير العضوية والتي يمكن أن تؤدي إلى وسيلة لتحليل البيئات البحرية الماضية من خلال العينات الجوفية من قاع المحيطات أو الاطيان الخليج، حيث يتم تضمين المواد الغير عضوية في ترسب الطين والغرين وأشكال سجل الجيولوجي دائم لهذه الطبقات البحرية. (انظر طين صواني).
دراسة المشطورات هي فرع من علم الطحالب، ويسمى العلماء المتخصصون في علم الطحالب phycologists، والمتخصصون في المشطورات diatomists.

## معرض صور

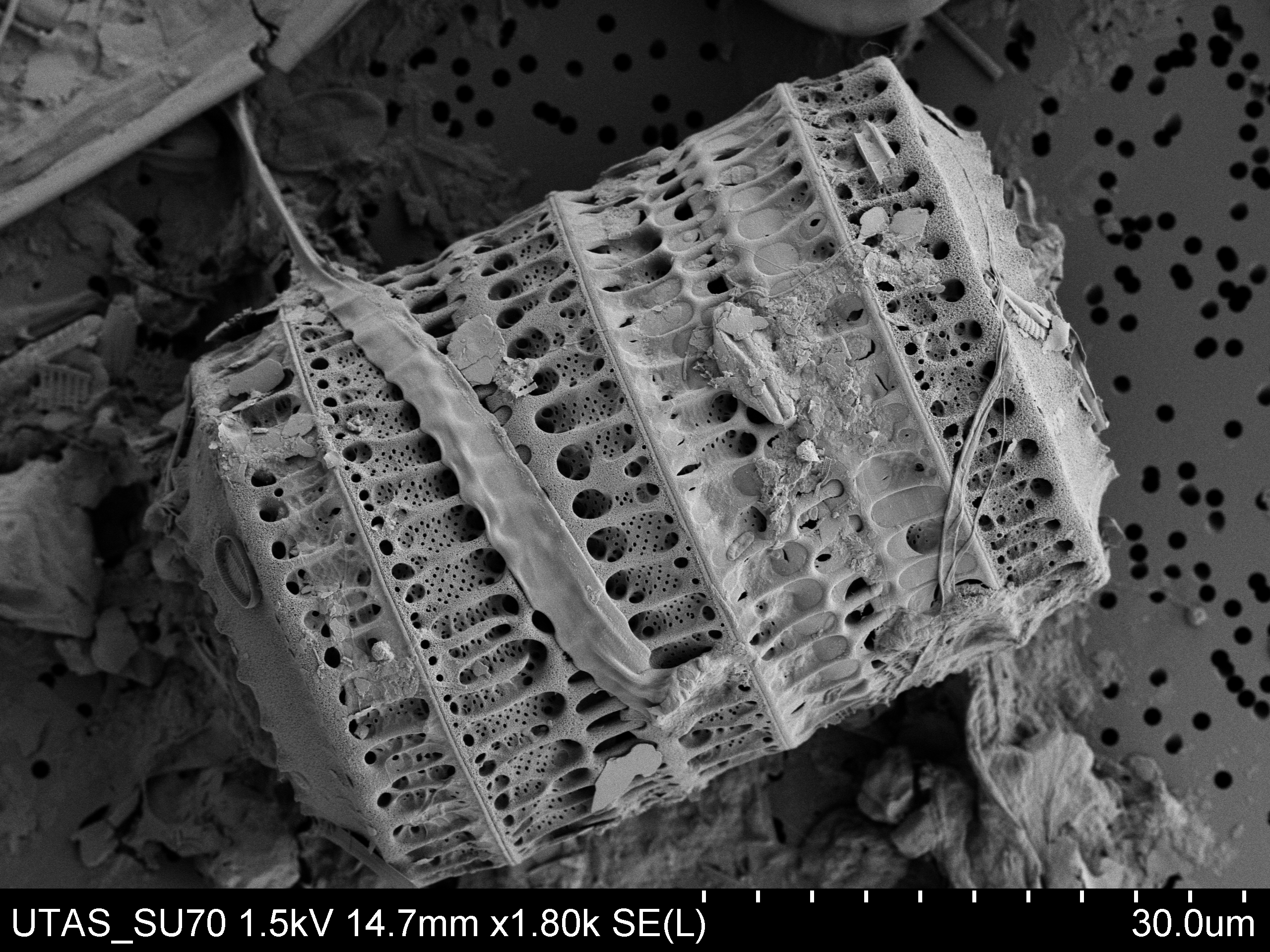
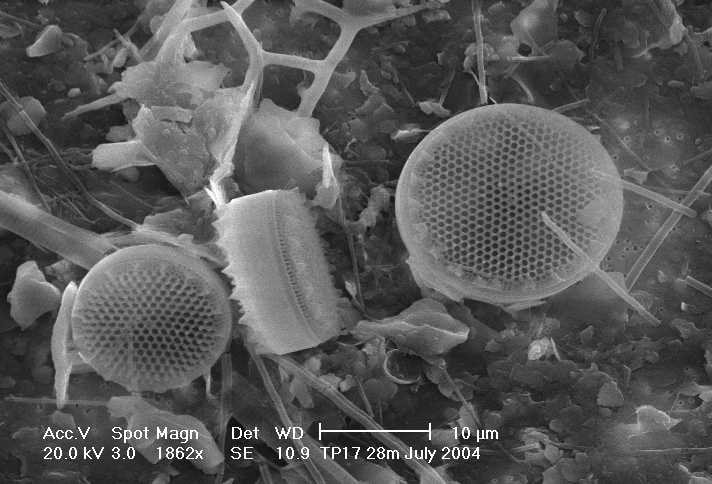
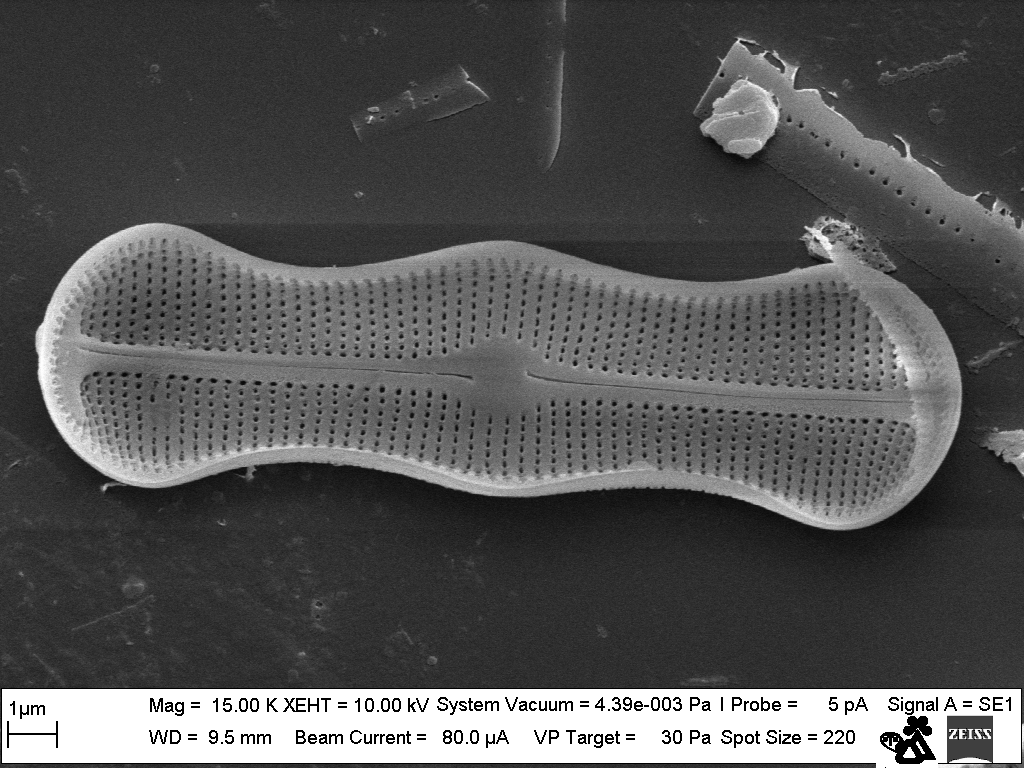